# Changning (sockenhuvudort i Kina, Shaanxi, lat 34,30, long 108,29)
Changning (kinesiska: 长宁, 长宁镇) är en sockenhuvudort i Kina. Den ligger i provinsen Shaanxi, i den nordvästra delen av landet, omkring 56 kilometer väster om provinshuvudstaden Xi'an. Antalet invånare är 31 702. Befolkningen består av 15 388 kvinnor och 16 314 män. Barn under 15 år utgör 18,0 %, vuxna 15-64 år 74 %, och äldre över 65 år 7,0 %.
Runt Changning är det ganska tätbefolkat, med 199 invånare per kvadratkilometer. Närmaste större samhälle är Yangling, 19,7 km väster om Changning. Trakten runt Changning består till största delen av jordbruksmark.
Genomsnittlig årsnederbörd är 668 millimeter. Den regnigaste månaden är september, med i genomsnitt 143 mm nederbörd, och den torraste är december, med 1 mm nederbörd.